# Piotr Lenz

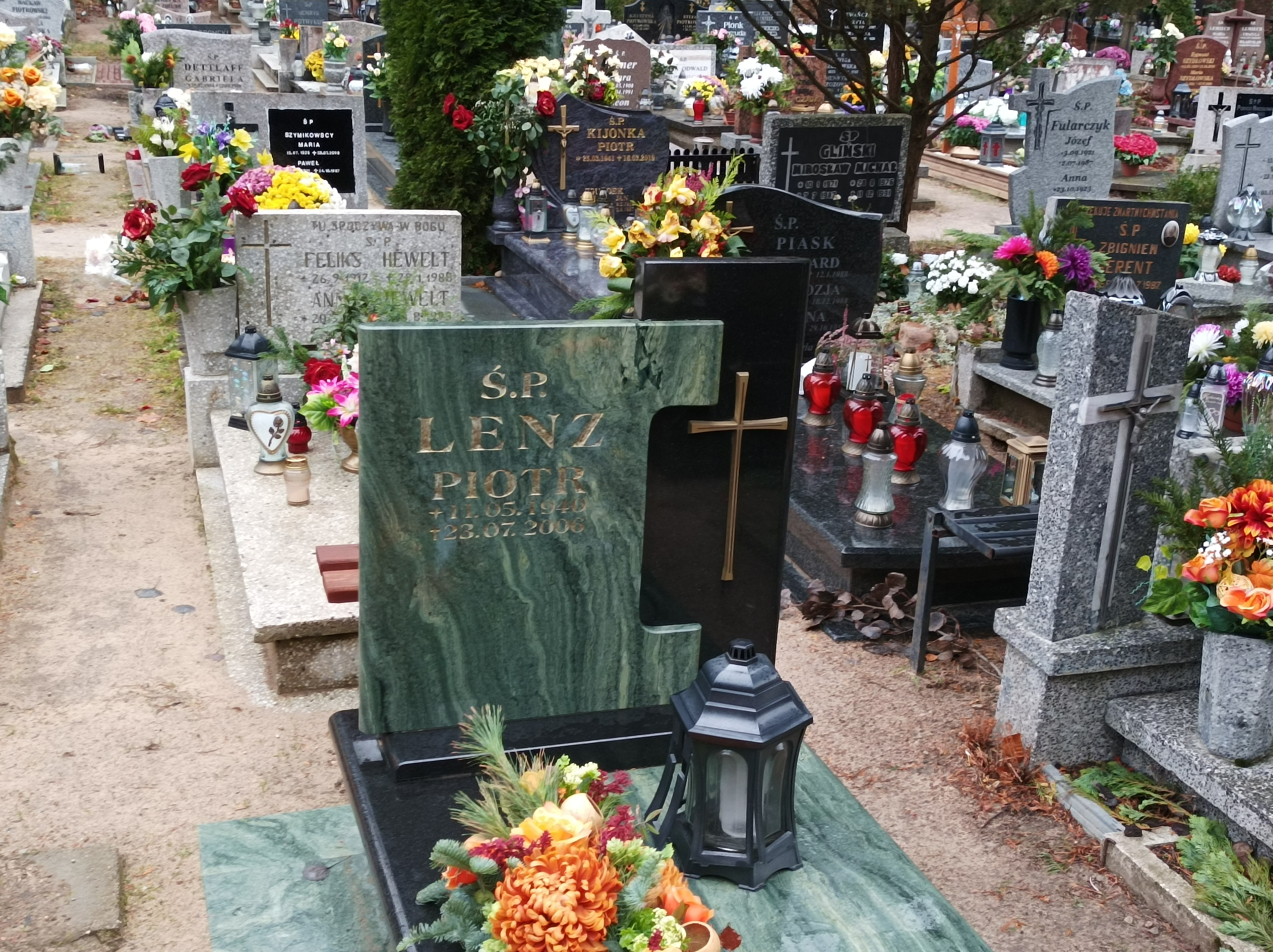
Grób Piotra Lenza na cmentarzu Śmiechowskim

Piotr Paweł Lenz (ur. 11 maja 1940 w Brusach, zm. 23 lipca 2006) – polski nauczyciel, działacz kaszubski, poseł na Sejm X kadencji.

## Życiorys
Ukończył w 1968 studia na Politechnice Gdańskiej, uzyskując tytuł zawodowy inżyniera elektryka, a w 1986 studia na Wydziale Wychowania Technicznego Wyższej Szkoły Pedagogicznej w Bydgoszczy uzyskując tytuł magistra techniki. Od 1967 do 1974 był nauczycielem, a następnie zastępcą dyrektora Technikum Elektrycznego w Wejherowie. W latach 1974–1977 był dyrektorem szkół gminnych w Gniewinie, w latach 1982–1983 Szkoły Podstawowej Specjalnej przy Szpitalu Specjalistycznym im. Floriana Ceynowy w Wejherowie, a następnie od 1983 do 1989 Zespołu Szkół Zawodowych w Wejherowie.
Należał do Związku Nauczycielstwa Polskiego, od 1986 był prezesem oddziału ZNP w Wejherowie oraz członkiem Zarządu Okręgu ZNP w Gdańsku. Współredagował informator społeczno-kulturalny „Moje Wejherowo”, był również członkiem Zrzeszenia Kaszubsko-Pomorskiego.
W 1974 wstąpił do Polskiej Zjednoczonej Partii Robotniczej. Z ramienia partii od 1977 do 1981 pełnił funkcję naczelnika gminy Gniewino, a od 1981 Wejherowa. W 1989 uzyskał mandat posła na Sejm kontraktowy. Na koniec kadencji należał do Parlamentarnego Klubu Lewicy Demokratycznej, był sekretarzem tego klubu. W Sejmie zasiadał w dwóch komisjach stałych i dwóch nadzwyczajnych, nie ubiegał się o reelekcję.
Pochowany na cmentarzu Śmiechowskim w Wejherowie.

## Odznaczenia
- Srebrny Krzyż Zasługi (1974)
- Medal 40-lecia Polski Ludowej
- Krzyż „Za Zasługi dla ZHP”[2]